# Borough de Brecknock
Pour les articles homonymes, voir Brecknock (homonymie).
Le borough de Brecknock (borough of Brecknock en anglais) est une ancienne zone de gouvernement local de deuxième niveau du pays de Galles.
Créé au 1er avril 1974 au sein du comté du Powys par le Local Government Act 1972, il est aboli le 31 mars 1996 en vertu du Local Government (Wales) Act 1994. Avec une partie du district de Glyndŵr, les districts du Montgomeryshire et du Radnorshire, son territoire est constitutif du comté du Powys institué à partir du 1er avril 1996.

## Géographie
Le territoire du borough relève du comté administratif de Brecon. Au 1er avril 1974, il constitue, avec les districts de Montgomery et de Radnor, le comté du Powys, zone de gouvernement local de premier niveau créée par le Local Government Act 1972,.
Alors que le borough admet 39 009 habitants au recensement de 1981, 39 266 résidents sont comptabilisés lors du recensement de 1991. La superficie du territoire du borough est évaluée à 443 382 acres en 1978,,.

## Toponymie
Simplement défini par un ensemble de territoires par le Local Government Act 1972, le district prend le nom officiel de Brecknock en vertu du Districts in Wales (Names) Order 1973, un décret en Conseil du 8 janvier 1973 pris par le secrétaire d’État pour le Pays de Galles,.
Ainsi, le borough tient son appellation de Brecknock, nom archaïque de la ville de Brecon, chef-lieu du comté du Breconshire.

## Histoire
Le district de Brecknock est érigé au 1er avril 1974 à partir des territoires suivants :
- le borough municipal de Brecon ;
- le district urbain de Builth Wells ;
- le district urbain de Hay ;
- le district urbain de Llanwrtyd Wells (en) ;
- le district rural de Brecknock ;
- le district rural de Builth ;
- le district rural de Crickhowell, pour partie (sans la paroisse de Llanelly) ;
- le district rural de Hay ;
- le district rural de Vaynor and Penderyn, pour partie (paroisse d’Ystradfellte) ;
- et le district rural d’Ystradgynlais.

Alors que la notion de borough municipal est abolie par le Local Government Act 1972, le statut de borough est conféré au nouveau district par un décret en Conseil du 10 avril 1974, avec une entrée en vigueur rétroactive au 1er avril 1974. Il est ainsi permis à la zone de gouvernement local de s’intituler « borough de Brecknock » (borough of Brecknock en anglais) tandis que son assemblée délibérante prend le nom de « conseil de borough de Brecknock » (Brecknock Borough Council en anglais) au sens de la section 21 du Local Government Act 1972,.
Le borough est aboli au 31 mars 1996 par le Local Government (Wales) Act 1994, son territoire relevant désormais du comté du Powys au sens de la loi.